# Chushiro Hayashi
Chushiro Hayashi (25 de julho de 1920 — 28 de fevereiro de 2010) foi um astrofísico japonês.